# 细长距狸藻
细长距狸藻（学名：Utricularia leptoplectra）為狸藻屬陆生植物或半水生食虫植物。其种加词“leptoplectra”来源于希腊文“leptos”和“plektos”，意为“细小”和“编织”。细长距狸藻為澳大利亚的特有种，分布范围北至北领地达尔文附近地区、东至阿纳姆地高原、南至凯瑟琳、西至西澳大利亚金伯利地区西部。

## 外部連結
- 食虫植物照片搜寻引擎中细长距狸藻的照片 （页面存档备份，存于）

 维基共享资源上的相關多媒體資源：细长距狸藻
 維基物種上的相關：细长距狸藻